# San Salvador de Jujuy
San Salvador de Jujuy – miasto w Argentynie, stolica prowincji Jujuy.
- liczba mieszkańców: 345,5 tys. (2013)

Występuje przemysł spożywczy i metalowy.

## Miasta partnerskie
- Calama
- Sucre
- Tarija